# Португалия на «Евровидении-1996»
Португалия принимала участие в сорок первом выпуске телевизионного конкурса Евровидение-1996, который проходил 18 мая в Спектруме, Осло, Норвегия. Страну представляла певица и актриса Лусия Мониз с песней O meu coração não tem cor ("Мое сердце не имеет цвета"), написанной Педру Озориу и Жозе Фанья. По итогам голосования она заняла шестое место из 23, набрав 92 очка, зафиксировав, тем самым, лучший результат для Португалии в истории Евровидения вплоть до победы страны в 2017 году. Таким образом, O meu coração não tem cor стала предшественницей португальской заявки на Евровидение-1997 Antes do adeus в исполнении Селии Лоусон. Конкурс был показан RTP на каналах RTP 1 и RTP Internacional с комментариями Марии Маргариды Гашпар. Глашатаем от Португалии была Криштина Роха.

## До «Евровидения»

### Festival da Canção 1996
Португальский вещатель RTP с 1964 года отвечает за организацию отбора заявки на Евровидение и трансляцию конкурса. Для всех участий Португалии, кроме 1988 года, RTP организовывает национальный финал под названием Festival da Canção с участием нескольких артистов и песен. Тридцать четвёртый выпуск Festival da Canção 1996 прошёл 7 марта 1996 года в театре "Политеама" Лиссабона. Ведущими были Карлуш Круз и Исабель Ангелину. Десять песен было представлено, а победитель определялся посредством голосов жюри из десяти регионов Португалии. Каждая песня сопровождалась оркестром. В поддержку выступлений представительница Португалии на Евровидение-1993 Анабела выступала во время антракта.
| Порядковый номер | Исполнитель             | Название песни            | Автор(ы)                                               | Очки | Место |
| ---------------- | ----------------------- | ------------------------- | ------------------------------------------------------ | ---- | ----- |
| 1                | Ваня Мароти             | Start Stop                | Педру Абрантеш, Фернанду Абрантеш, Мария Жоао Абрантеш | 33   | 10    |
| 2                | То Леаль                | Eu mesmo                  | Пако Бандейра, Франсишку Родригеш                      | 42   | 8     |
| 3                | Патрисия Антунеш        | Canto em português        | Жоао Мота Оливейра, Роза Лобату де Фариа               | 91   | 2     |
| 4                | Барбара Рейш            | A minha ilha              | Луиш Филипе, Джонни Гальвао                            | 43   | 7     |
| 5                | Элайза                  | Ai, a noite               | Дина, Роза Лобату де Фариа                             | 49   | 6     |
| 6                | Somseis                 | A canção da paz           | Тило Красманн, Роза Лобату де Фариа                    | 76   | 3     |
| 7                | Криштина Кастро Перейра | Ganhámos o céu            | Жозе Сид                                               | 63   | 4     |
| 8                | Лусия Мониз             | O meu coração não tem cor | Педру Озориу, Жозе Фанья                               | 95   | 1     |
| 9                | Педру Мигейш            | Prazer em conhecer        | Ян ван Дейк, Франсишку Родригеш                        | 54   | 5     |
| 10               | João Portugal           | Top Model                 | Нуно Назарет Фернандеш                                 | 34   | 9     |

### Аудиоквалификация
В начале 1996 года было анонсировано, что Европейским вещательным союзом введено новое правило о квалификации стран-участниц. Все желающие принять участие на Евровидение-1996 должны были разослать через членов жюри аудиокассеты с записанными песнями. Всего поступило 29 кассет, а жюри должно было определить 22 из них на участие в финальном концерте в Осло. От рассылки своей заявки была освобождена Норвегия, как принимающая Евровидение-1996 страна. Данный аудиоотбор проходил 20-21 марта 1996 года и не имел трансляции по радио и/или ТВ. По итогам прослушивания Португалия заняла 18-е место, набрав 32 очка и смогла пройти в финал. 12 очков Португалия по итогам аудиоквалификационного отбора присудила Нидерландам. Россия и Португалия не присудили друг другу ни одного очка.

## На «Евровидении»
В Осло Лусия Мониз выступала под номером 4, между Испанией и Кипром. Хотя в начале голосования Португалия шла на втором месте, последующие результаты привели понижению рейтинга страны. По итогам голосования Мониз заняла шестое место из 23, набрав 92 очка, в том числе 12 очков от Кипра и Норвегии, зафиксировав, тем самым, лучший результат для Португалии в истории Евровидения вплоть до победы страны в 2017 году. 12 очков португальское жюри присудило Великобритании. Дирижёром оркестра во время исполнения португальской заявки был Педру Озориу, композитор песни.

### Голосование

#### Аудиоквалификационный раунд
| Очки      | Страна                   |
| --------- | ------------------------ |
| 12 баллов |                          |
| 10 баллов |                          |
| 8 баллов  |                          |
| 7 баллов  |                          |
| 6 баллов  | - Бельгия Великобритания |
| 5 баллов  | - Греция                 |
| 4 балла   | - Австрия Нидерланды     |
| 3 балла   | Норвегия                 |
| 2 балла   | Словения                 |
| 1 балл    | - Израиль Турция         |

| Очки      | Страна         |
| --------- | -------------- |
| 12 баллов | Нидерланды     |
| 10 баллов | Великобритания |
| 8 баллов  | Швеция         |
| 7 баллов  | Швейцария      |
| 6 баллов  | Бельгия        |
| 5 баллов  | Эстония        |
| 4 балла   | Франция        |
| 3 балла   | Ирландия       |
| 2 балла   | Мальта         |
| 1 балл    | Турция         |

#### Финал
| Очки      | Страна                            |
| --------- | --------------------------------- |
| 12 баллов | - Кипр - Норвегия                 |
| 10 баллов | - Исландия - Хорватия - Швейцария |
| 8 баллов  |                                   |
| 7 баллов  |                                   |
| 6 баллов  | - Бельгия - Нидерланды            |
| 5 баллов  | - Греция - Турция - Франция       |
| 4 балла   | - Швеция                          |
| 3 балла   | - Финляндия                       |
| 2 балла   | - Великобритания                  |
| 1 балл    | - Австрия - Босния и Герцеговина  |

| Очки      | Страна         |
| --------- | -------------- |
| 12 баллов | Великобритания |
| 10 баллов | Хорватия       |
| 8 баллов  | Ирландия       |
| 7 баллов  | Нидерланды     |
| 6 баллов  | Исландия       |
| 5 баллов  | Австрия        |
| 4 балла   | Швеция         |
| 3 балла   | Кипр           |
| 2 балла   | Норвегия       |
| 1 балл    | Франция        |